# Panzer Dragoon II Zwei
Panzer Dragoon II Zwei (Japans: パンツァードラグーン ツヴァイ) is een computerspel dat werd ontwikkeld door Team Andromeda en uitgegeven door Sega. Het spel kwam in 1996 uit voor het platform Sega Saturn.

## Spel
De hoofdpersoon van het spel heet Lundi, een jonge man die in een nederzetting woont met simpele levensstijl. Op een dag ontdekt hij een Khourieat met vleugels en besluit deze als huisdier te houden. Door een aanval wordt zijn hele dorp weggevaagd en dit is het enige wat hij nog heeft. Samen besluiten ze wraak te nemen. De speler bestuurt de hoofdpersoon op een vliegende draak en moet allerlei vijanden neerschieten. Het spel wordt met de gamepad bestuurd.

## Ontvangst
Het spel werd positief ontvangen:
| Beoordeeld door                 | Jaar | Score |
| ------------------------------- | ---- | ----- |
| The Video Game Critic           | 2003 | 100%  |
| Entertainment Weekly            | 1996 | 100%  |
| GameFan Magazine                | 1996 | 99%   |
| Jeuxvideo.com                   | 2013 | 95%   |
| Sega Collectors Guild           | 2005 | 93%   |
| Shin Force                      | 2004 | 93%   |
| Game Revolution                 | 2004 | 91%   |
| Game Players                    | 1996 | 90%   |
| Electronic Gaming Monthly (EGM) | 1996 | 83%   |
| Legendra                        | 2002 | 80%   |